# Matias Kritz
Matias Kritz (Buenos Aires, 13 de diciembre de 1973) es un músico y productor argentino.

## Biografía
En 1989 Matias Kritz junto al productor Carlos Shaw crea Unidad de Transmisión (1989-1993) primera agrupación de música industrial/EBM en Argentina. Unidad de Transmisión consigue una gran cantidad de seguidores y adeptos a este estilo. En 1992 ganan el premio a banda revelación otorgado por el Centro Cultural Recoleta. En 1993 firman contrato con (S.U.M Records) y realizan su primer EP de remixes titulado Prisión virtual, durante ese mismo año Unidad de Transmisión realiza varias presentaciones entre ellas el Auditorio Maxi, Casa Suiza, El Dorado, La Age, e infinidad de dance clubs de la época.
A fines del 1993 por una cuestión de gustos musicales deciden separarse y armar sus carreras solistas. Así, en 1994 Kritz forma Carne para Cerdos, un proyecto industrial que incluía a la programación una cuota de instrumentos convencionales (guitarra bajo y batería). Al poco tiempo, presenta su primer EP titulado CPC con este nuevo proyecto logra llamar la atención de los medios y entra su primer vídeo en alta rotación en MTV, también realiza notas en Much Music y una gran cantidad de periódicos, revistas y radios locales Rock and Pop, Clarín, Página 12, Rolling Stone, Madhouse, etc. En 1998 presenta el segundo disco de Carne para Cerdos titulado Pain Manager, ese mismo año realiza la cortina del programa Tiempos Violentos de Rock and Pop, y hace su primer trabajo como productor artístico en el disco Sudamerican Porno de Jesus Martyr, este disco es editado en España por el sello Repulse Records, así Kritz comienza una gran cantidad de producciones para bandas como Noiselab, 448, Virtual, etc. En 1999 firma contrato con Edel Music y reeditan Pain Manager, al tiempo es contratado por la compañía de discos Tower records, en la cual trabaja 3 años. En el año 2000 junto a Unidad Transmisión realizan una fecha con la banda belga Front 242 delante de 2500 adeptos de la música electrónica.
A fines de 2001 junto a Raúl Cariola, Osko Cariola (ex Santos Inocentes) y César Andino (Cabezones), forma la productora Resonador, con la idea de juntar fuerzas y conocimiento en cuanto a la producción artística, a partir de ese año Matías Kritz trabaja en producciones de bandas como Cundey Molen, Skinmask, Sublow, Infierno 18, Poompiwom, Cabezones (apertura de Tiempos Violentos) etc.
En el 2003, Kritz presenta su cuarto disco, el primero en español, titulado "Cruz de Noche" en este nuevo proyecto el cual lleva su propio nombre, Kritz aborda un sonido más electrónico en formato de canción, Cruz de Noche cuenta con la presencia de músicos invitados, como Martin Delahaye, Emilio Ihlenfeld, Raúl Cariola (202), Osko Cariola (202), Diego Cariola (202), Sara Ugarte exvocalista y guitarrista de la banda chilena Venus. El disco contiene 11 canciones que recorren momentos distorsionados, climáticos y acústicos. En 2006 después de varios años trabajando únicamente en producciones de discos, Kritz retoma su proyecto solista en inglés, Carne para Cerdos, y comienza la grabación de "Quantize life".
Por otro lado durante 2006 Kritz compone un EP de demos, continuación de "Cruz de noche", su versión final tomaría el título de "Camino polar" (2007), el cual contiene una de las canciones más populares de Kritz titulada “Despierta mi dolor”, este álbum, como todos sus simples en versiones acústicas, cuentan con las portadas diseñadas por el ilustrador marplatense Roz.
También se lo pudo ver tocando en vivo como teclista invitado junto a 202 (ex Santos Inocentes) durante 2006-2007 realizando más de 50 presentaciones e importantes shows en directo como en el Pepsi Music 2006, 2007 (junto a Marilyn Manson), y en el estadio Luna Park junto a Deftones e Incubus, dando su último concierto en diciembre de 2007 junto a la banda.
A principios de 2008 Kritz presenta Carne para Cerdos "Quantize life" y sus nuevos trabajos en español "Distancias imposibles", “12.000 KM” versión acústica, "Despierta mi dolor" versión acústica. “Todo lo que hicimos”, “Imperfecto”, y “En concierto” este último fue un concierto realizado en línea el cual se ha transmitido en países como Argentina, España, Italia y Francia, entre otros. 
Ese mismo año (2008) Kritz es invitado a participar del nuevo vídeo de Cabezones "Mi reina".
A principios de 2009 Kritz presenta su nuevo simple titulado "Dar la vuelta y desaparecer dentro" y da a conocer varios segmentos de canciones los cuales formarán parte de su nuevo álbum 2009.
Por otro lado, en los meses de junio y julio de 2007, Kritz emprende un viaje por más de 30 localizaciones de Europa buscando material fotográfico para su Kritz Artwork. En el rubro del arte y la fotografía Kritz ha sido invitado a exponer por la Universidad de Palermo (Buenos Aires) durante el mes de agosto de 2008 logrando una de las mayores convocatorias registradas en la UP hasta la fecha. También ha sido convocado por Eclectic (Londres) donde ha expuesto "The eyes remain" trabajo perteneciente a la sesión de Spiral Works.
En otra rama de las artes, Kritz se dedica a la formación y enseñanza de las artes marciales “SIPAL-KI” arte de guerra coreano/mongol. Ha participado en el evento más grande de artes marciales de todo Latinoamérica "el golpe del dragón" junto a la selección mundial de SIPAL-KI, Kritz ha participado en las dos ediciones sudamericanas de "La copa Gran Maestro Soo Nam Yoo" obteniendo en combate el primer y el tercer puesto dos años consecutivos.

## Discografía

### Matías Kritz

#### Álbumes
- Aire 3 (2011)
- Canciones sobre aciertos y errores (2003-2009)
- En vivo en inadaptados radio (2009)
- En concierto (2008)
- Camino polar (2007)
- Cruz de noche(2003)

#### EP y sencillos
- Navegar los sueños (2011) Simple
- En estado salvaje (2010) Simple
- Todo lo que no se olvida (2009) Simple
- Igual que ayer (2009) Simple
- Un duelo de mi alma (2009) Simple
- Acústico (2009) E.P
- Dar la vuelta y desaparecer dentro (2008)simple
- Todo lo que hicimos (2008) simple
- 12.000 kM (2008) simple
- Distancias imposibles (2008) E.P
- Despierta mi dolor (2008) simple
- Camino Polar demos(2006) E.P

### Carne para Cerdos
- Live Online transmission (2011)
- Over the seas (2010)
- Fear of the world inside (2009)
- Quantize Life (2008)
- Pain Manager (1998)
- CPC (1994)

### Unidad de Transmisión
- Prisión Virtual (1993) E.P